# Lasse Nylén
Lars Håkan "Lasse" Nylén, född 11 april 1950 i Stockholm, död 16 november 2012 i Vallentuna församling, var en svensk pastor, evangelist, sångare, musiker, låtskrivare och grundare av organisationen Levande familjer.
Lasse Nylén verkade som evangelist och pastor inom Pingströrelsen. Han blev upptäckt som en skicklig bibelberättare och fick skivkontrakt i mitten av 1970-talet. Flertalet produktioner, totalt 14, skulle komma och vissa gavs ut under namnet Lasse PP Nylén. I slutet av 1970-talet började Nylén anordna kristna läger i Årefjällen.
Han gifte sig 1980 med Marie Sköldeberg (född 1955) och paret grundade 1997 organisationen Levande familjer som bedrev äktenskaps- och familjestöd. Genom denna organisation arbetade Nylén för bevarande av kärnfamiljen men också med stöd till ensamstående föräldrar.

## Diskografi i urval
- 1975 – Lasse och hans kompisar
- 1976 – Kompisar 2
- 1980 – Skeppsbrottet
- 1982 – Är det farligt
- 1984 – Festen med 2x Lasse
- 1984 – Bland spöken och ponnyhästar
- 1986 – Dramatik sång och musik
- 1986 – Sverigeskivan
- 1990 – Jesus han är bra
- 1990 – Jag vill bli stor och stark
- 1993 – Kungens barn
- 1995 – Befriaren
- 1998 – Jesus krossar maffian
- 2006 – Jag kan se